# Subways of Your Mind
Subways of Your Mind是德國搖滾樂隊Fex於1983年錄製的一首歌曲，以其歷時17年才確認原創者的散失媒體而聞名。這首歌最初來自1980年代中期西德北德廣播公司（NDR）的廣播錄音，推測時間約為1984年或之後。2000年代，錄有該歌曲的卡式磁帶錄音被上傳至網絡引發廣泛關注。由於當時無法確認演唱者與標題，它被稱為「網際網路上最神秘的歌曲」。
2019年，這首歌成為網絡熱議話題，吸引眾多Reddit和Discord用戶合作，試圖尋找其來源與演唱者的身份。直到2024年11月，歌曲才被確認Fex的作品Subways of Your Mind。這一發現的關鍵證據來自該樂隊於1983年發行的一張EP，其中收錄了該曲的試聽版本，以及1985年的現場演出錄音。
2025年1月12日，樂隊鍵盤手麥可·海德里希（Michael Hädrich）的女兒在Reddit社群發文，表示其父親找到了當年在NDR播出的錄音卡帶。翌日，該版本正式以數位單曲形式發行。然而，目前仍未尋獲存有該版本的1/4母帶。在此尋找過程中，網絡用戶亦發現了其他未知歌曲，並因此創造了「失落音浪」一詞，用來描述這類尚未確認來源的失落音樂作品。

## 起源
1980年代，一名德國青少年Darius S.透過Technics磁帶錄音機從北德公共廣播電台收聽的節目錄製了這首歌曲，並將其存入卡式錄音帶，製作了一張混音帶。為了獲得更乾淨歌曲的錄音，Darius刪除了主持人的對話，這導致該歌曲的播放日期與標題無法確定。

## 調查

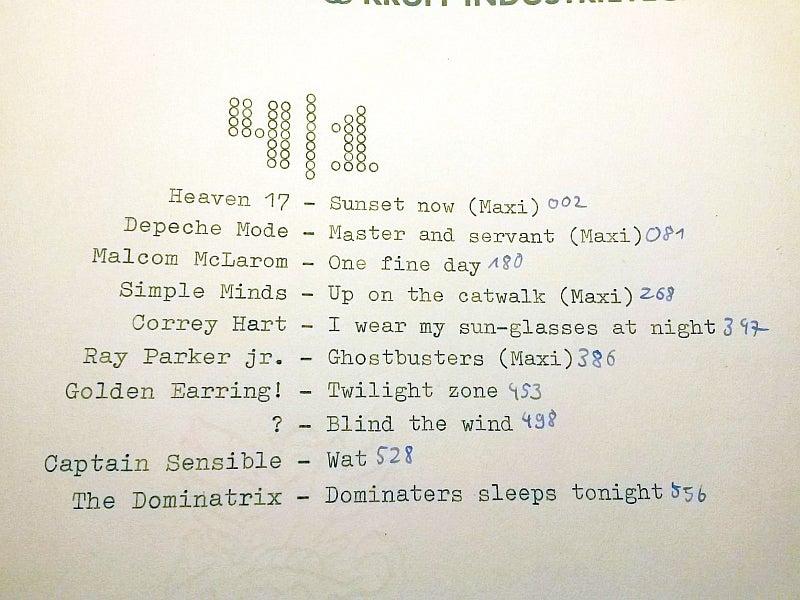

2004年，Darius的姐姐Lydia H.為了慶祝他的生日，購買了一個網域名，讓他用來引起人們對這些未識別歌曲的關注。Darius因而將自己的廣播錄音數位化，以.aiff和.m4a格式儲存，並上傳至以英國後龐克樂隊歡樂分隊在1979年發行的專輯命名的網站「Unknown Pleasures」。
2007年3月18日，Lydia開始嘗試在網際網路上尋找這首歌曲的來源，起初，他在Usenet群組發起搜尋，並在隨後將搜尋範圍擴展至具備樂曲識別功能的網站。她將該曲1分15秒的片段發布至德國1980年代合成流行論壇「best-of-80s.de」，以及加拿大電台CFNY-FM的粉絲網站「The Spirit of Radio」。隨後，這首歌在網絡上逐漸流傳，並於2009年被上傳至WatZatSong，2011年則被上傳至YouTube。
2017年，西班牙独立唱片公司「Dead Wax Records」在其YouTube頻道上傳了歌曲片段，吸引了該公司負責人尼古拉斯·蘇尼加（Nicolás Zúñiga）的朋友加布里埃爾·佩倫森（Gabriel Pelenson）的注意，後者於2019年開始調查這首歌的來源。佩倫森將歌曲片段上傳至自己的YouTube頻道以及多個音樂相關的Reddit社群，最終成立了子社群r/TheMysteriousSong。搜尋團隊聯繫了多位可能知情的相關人士，包括NDR的電台主持人保羅·巴斯克維爾、德國表演權管理機構GEMA，以及專門發布冷門音樂的YouTube頻道80zforever。
巴斯克維爾隨後在他當時主持的電台節目「Nachtclub」於2019年7月21日播放了這首歌。雖然未能提供新的線索，這次播放讓Lydia和Darius知曉了這場新的調查行動。Lydia於2019年8月正式加入Reddit社群，開始積極參與搜尋工作。

### 理論
調查者普遍認為這首歌的主唱帶有某種歐洲口音，但當時難以確定具體類型。有部分用戶推測，歌曲的主旋律可能使用了1983年底發售的Yamaha DX7合成器，該推測後來獲得Fex鍵盤手麥可·海德里希（Michael Hädrich）的證實。
由於Darius S.所錄製同一錄音帶，因還包括來自XTC和治疗乐队等樂團在1984年左右發行的歌曲，這首無名歌曲被推測可能也在1984年錄製；此外他錄製錄音帶用的錄音機也在1984年制造，1984年遂被認定是最早的可能播出日期。
巴斯克維爾表示，自己並不記得曾經播放過這首歌，但推測其可能是一首試聽錄音，僅由北德廣播公司的某位主持人播出過一次，隨後便遭棄置。
2021年3月，有報導稱該曲可能由維也納歌手克里斯蒂安·布蘭德爾（Christian Brandl）和鼓手羅尼·烏里尼（Ronnie Urini）於1983年創作並演唱，且擁有德語與英語版本。據稱，該曲曾已故製作人弗雷德·雅克施（Fred Jakesch）在維也納玛利亚希尔夫大街的錄音室錄製，並計劃邀請薩克斯風手海因茨·霍赫賴納（Heinz Hochrainer）參與，但最終未留下其演奏。據推測，該曲的初步混音版本可能於1984年流入NDR並播出。烏里尼不僅證實此說法，還提供了一份打字機打印的德語歌詞作為佐證。然而，這一假說最終遭到推翻。布蘭德爾的音樂夥伴、樂隊楚茲佩（Chuzpe）主唱羅伯特·沃爾夫（Robert Wolf）表示，他無法在錄音中辨識出布蘭德爾的聲音，且鼓聲更接近電子鼓機，而非烏里尼的演奏。
在歌曲名稱及演出樂隊被確認為Fex後，烏里尼則聲稱目前流傳的錄音是由AI偽造，並表示不願再參與相關討論。

## 網路現象
2019年5月27日，澳洲音樂新聞網站《Tone Deaf》發表了最早關注這首歌的文章，作者 泰勒·詹基（Tyler Jenke） 討論了搜尋的初步階段，並將其與2013年一次類似的搜尋相提並論——當時，網友成功找到了一首神秘歌曲，確認為瑞典音樂人約翰·林德爾（Johan Lindell）的《On the Roof》。
2019年至2021年間，美國YouTuber賈斯廷·黃（Justin Whang）在其系列節目「Tales from the Internet」中發布了五集影片，介紹這首歌及搜尋進展，進一步激發了網友參與辨識工作的熱潮。此外，網絡上出現了不少翻唱與混音版本，其中，美國樂隊Mephisto Walz於2020年推出的專輯《All These Winding Roads》中收錄了一首名為《Like the Wind》的翻唱版本。
2023年3月，這首歌被用於《毁灭战士II》的改版模組MyHouse.wad，該模組由匿名用戶「Veddge」發布在Doomworld論壇。根據PC_Gamer的描述，玩家在遊戲中可在一輛孤零零的車裡聽到這首歌播放，這場景與該模組的層層夢境般氛圍相契合。由於歌曲的神秘特質，它也因此與「阈限空间」這一網絡美學概念聯繫起來。

## 發現
2024年11月4日，Reddit用戶u/marijn1412宣稱已成功辨識出這首歌，並確定其為德國樂隊Fex的作品〈Subways of Your Mind〉。該用戶在參加年度活動「Hörfest」（旨在發掘冷門音樂人的活動）時，聯繫到一位曾在德國報紙《西北日報》（Nordwest-Zeitung）中出現過的 Fex 成員。根據該用戶的說法，這位成員確認了Fex是該歌曲的創作者，並計劃重新發行該曲。
隨後，樂隊成員麥可·海德里希向德國小報《Tz报》證實了這一消息，並且主唱圖爾·魯克瓦特（Ture Rückwardt）也在接受《基勒新聞報》的採訪時進一步證實。2024年11月7日，樂隊的三位原始成員——海德里希、魯克瓦特和貝斯手諾伯特·齊爾曼，在德國電台NDR 1 Welle Nord的基爾直播節目中演奏了這首歌的不插電版本。這次歌曲的確認發生在其錄音日期後的四十年，首次網絡調查行動發生的17年後，以及網路普遍關注此事的五年後。

## 主要成員
- 圖爾·魯克瓦特（Ture Rückwardt） – 作曲、主唱、吉他
- 諾伯特·齊爾曼（Norbert Ziermann） – 貝斯
- 邁克爾·哈德里奇（Michael Hädrich） – 鍵盤、主唱、吉他
- 漢斯·雷默·西弗斯（Hans-Reimer Sievers） – 鼓

## 另見
- 散失媒體
- 稀有音樂（英语：Rare Groove）
- 死亡金屬 (EP)（英语：Deathmetal_(EP)）
- 多久 (寶拉·托萊多歌曲)（英语：How_Long_(Paula_Toledo_song)）
- Ready 'n' Steady（英语：Ready 'n' Steady）
- 别有用心_(歌曲)
- 皮耶羅·庫托（英语：Piero_Cotto）

## 外部連結
- The Mysterious Song的X（前Twitter）
- 加布里埃爾·維埃拉 (Gabriel Vieira) 發佈到 YouTube 上的歌曲完整版本 （页面存档备份，存于）
- 這首歌的更清晰版本 （页面存档备份，存于）
- (PDF). Music & Media. Vol. 1. September 3, 1984: 4. （原始内容 (PDF)存档于2022-05-18）.
- 網際網路上最神秘的歌曲 （页面存档备份，存于） on Know Your Meme